# Jacutinga (kommun i Brasilien, Minas Gerais, lat -22,30, long -46,61)
Jacutinga är en kommun i Brasilien.   Den ligger i delstaten Minas Gerais, i den sydöstra delen av landet, 700 km söder om huvudstaden Brasília. Antalet invånare är 22 797. Arean är 347 kvadratkilometer.
Terrängen i Jacutinga är lite kuperad.
Följande samhällen finns i Jacutinga:
- Jacutinga

Omgivningarna runt Jacutinga är huvudsakligen savann. Runt Jacutinga är det ganska tätbefolkat, med 67 invånare per kvadratkilometer.